# David O'Sullivan
Pour les articles homonymes, voir O'Sullivan.
David O'Sullivan, né le 1er mars 1953 à Dublin (Irlande) est l'Envoyé de l'UE pour les Sanctions depuis janvier 2023.
Auparavant, il a été Ambassadeur de la Délégation de l’Union Européenne aux États-Unis de novembre 2014 à février 2019.
Avant sa nomination en tant qu'Ambassadeur, il a été Directeur Général administratif du Service européen pour l'action extérieure (SEAE) entre 2010 et 2014,.

## Biographie
Après des études d'économie et de sociologie au Trinity College de Dublin, il étudie les affaires européennes au Collège d'Europe en 1975-1976. En 1979, il entre à la direction générale des relations extérieures » de la Commission européenne, où il exerce différentes fonctions jusqu'en 1999. À cette date, il est nommé directeur de cabinet de Romano Prodi, alors président de la Commission européenne. Un an plus tard, il est nommé secrétaire général de la commission Prodi. À l'avènement de la commission Barroso I, il est remplacé par Catherine Day, et prend la tête de la direction générale du commerce de la Commission européenne. Le 25 octobre 2010, le haut Représentant de l'Union pour les affaires étrangères et la politique de sécurité Catherine Ashton annonce sa nomination comme directeur général administratif du Service européen pour l'action extérieure (SEAE) ; il est directeur général de la direction générale des relations extérieures du 28 octobre au 1er décembre, date officielle de la création du SEAE.